# TSE-Puffer
Der TSE-Puffer ist ein Puffer, der in der Biochemie zur Lösung, Reinigung und Aufbewahrung von Proteinen und Nukleinsäuren und zur Reinigung von Zellen vor einem Zellaufschluss.

## Eigenschaften
Der TSE-Puffer besteht aus TRIS (50 mM) zur Stabilisierung des pH-Werts, 50 mM Natriumchlorid für die Ionenstärke und 5 mM EDTA als Chelator für zweiwertige Metallionen wie Mg2+. Durch die Bindung von Mg2+ werden Nukleasen und DNA-modifizierende Enzyme (z. B. DNA-Polymerasen) gehemmt. Der pH-Wert wird mit Salzsäure auf 8 eingestellt.